# هجوم ماتسوموتو
هجوم ماتسوموتو كانت محاولة اغتيال قام بها اشخاص ينتمون إلى طائفة أوم شنريكيو في ماتسوموتو في اليابان في ليلة 27 يونيو 1994. قُتل 8 أشخاص وأصيب أكثر من 500 شخص بسبب رذاذ السارين. نفذ الهجوم قبل تسعة أشهر من عملية الغازات السامة في مترو طوكيو.